# Edelvaisse
O edelvaisse ou edelvais (Leontopodium alpinum) é uma espécie vegetal da família Asteraceae, também chamada pé-de-leão.[carece de fontes?]
Existem muitas lendas relacionadas à flor: numa delas, por exemplo, a flor nasceu das lágrimas de uma jovem virgem.[carece de fontes?]
Dizem as lendas da Áustria ser uma prova de amor quando o rapaz sobe os Alpes para buscar a linda flor para sua amada, pois é um percurso muito perigoso e somente com muito amor para se arriscar dessa maneira.[carece de fontes?]
Foi usada para título de uma canção no filme The Sound of Music (br: A Noviça Rebelde; pt: Música no Coração) como símbolo patriótico contra a ocupação nazista.
A edelvaisse é uma planta protegida por lei.

## Simbolismo
- Surge nas moedas de euro austríacas (0,02 €)
- É a flor nacional da Áustria e Suíça
- Os generais suíços exibem edelvaisse em vez de estrelas para assinalar o seu estatuto
- É considerada o "supremo talismã do amor"
- Palavra alemã que significa "branco nobre".
- Edelweiss tem uma referência no videogame Valkyria Chronicles: a imagem da flor está pintada na parte esquerda da torre de um veículo. Provavelmente em referência à ocupação nazista, no qual a história do jogo se baseia.